# Ласло Фекете (стронгмен)
Ласло Фекете (угор. Fekete László; 28 січня 1958, Уші, Угорщина) - колишній угорський стронгмен, переможець змагання Найсильніша Людина Європи. Окрім цього Ласло десть разів починаючи з 1988 і до 1997 року ставав Найсильнішою Людиною Угорщини. У 1988, 1989, 1990 та 1999 він діставався фіналів змагання Найсильніша Людина Світу однак виграти не зміг. 